# Мирослав Карган
Мирослав Карган (словац. Miroslav Karhan, нар. 21 червня 1976, Глоговец) — словацький футболіст, що грав на позиції півзахисника. По завершенні ігрової кар'єри — тренер.
Виступав, зокрема, за клуб «Вольфсбург», а також національну збірну Словаччини, у складі якої довгий час був рекордсменом за кількістю проведених офіційних матчів (107).
Найкращий словацький футболіст 2002 року. Володар Кубка Словаччини. Володар Суперкубка Словаччини.

## Клубна кар'єра
Народився 21 червня 1976 року в місті Глоговец. Вихованець футбольної школи клубу «Спартак» (Трнава). Дорослу футбольну кар'єру розпочав 1994 року в основній команді того ж клубу, в якій провів п'ять сезонів, взявши участь у 153 матчах чемпіонату. 
Згодом з 1999 по 2001 рік грав в Іспанії за «Реал Бетіс» та в Туреччині за «Бешикташ».
Своєю грою за останню команду привернув увагу представників тренерського штабу клубу «Вольфсбург», до складу якого приєднався 2001 року. Відіграв за «вовків» наступні шість сезонів своєї ігрової кар'єри. Більшість часу, проведеного у складі «Вольфсбурга», був основним гравцем команди.
Протягом 2007—2011 років захищав кольори команди клубу «Майнц 05», куди прийшов на правах вільного агента.
Завершив професійну ігрову кар'єру у своєму рідному клубі «Спартак» (Трнава). Прийшов до команди 2011 року, захищав її кольори до припинення виступів на професійному рівні у 2013.

## Виступи за збірну
1995 року дебютував в офіційних матчах у складі національної збірної Словаччини. Протягом кар'єри у національній команді, яка тривала 17 років, провів у формі головної команди країни 107 матчів (багаторічний рекорд збірної Словаччини, перевищений Мареком Гамшиком у 2018), забивши 14 голів.

### Статистика виступів
| Команда    | Рік    | Ігор | Голів |
| ---------- | ------ | ---- | ----- |
| Словаччина | 1995   | 3    | 0     |
| Словаччина | 1996   | 6    | 0     |
| Словаччина | 1997   | 9    | 0     |
| Словаччина | 1998   | 5    | 0     |
| Словаччина | 1999   | 9    | 1     |
| Словаччина | 2000   | 6    | 0     |
| Словаччина | 2001   | 11   | 0     |
| Словаччина | 2002   | 5    | 1     |
| Словаччина | 2003   | 5    | 0     |
| Словаччина | 2004   | 8    | 3     |
| Словаччина | 2005   | 10   | 4     |
| Словаччина | 2006   | 7    | 3     |
| Словаччина | 2008   | 4    | 1     |
| Словаччина | 2009   | 7    | 0     |
| Словаччина | 2010   | 6    | 0     |
| Словаччина | 2011   | 6    | 1     |
| Усього     | Усього | 107  | 14    |

## Кар'єра тренера
Завершивши виступи на футбольному полі, залишився у структурі трнавського «Спартака», обійнявши 2013 року посаду його спортивного директора. Протягом 2016–2017 років також очолював тренерський штаб команди цього клубу.

## Титули і досягнення

### Командні
- Володар Кубка Словаччини (1):

«Спартак» (Трнава): 1997-1998
- Володар Суперкубка Словаччини (1):

«Спартак» (Трнава): 1998

### Особисті
- Найкращий словацький футболіст року: 2002